# Serra da Peneda
Serra da Peneda – masyw górski na Półwyspie Iberyjskim w północno-zachodniej Portugalii, na pograniczu portugalsko-hiszpańskim. Najwyższym szczytem masywu jest Pedrada, który wznosi się na wysokość 1416 m n.p.m.